# Mimosa (cocktail)

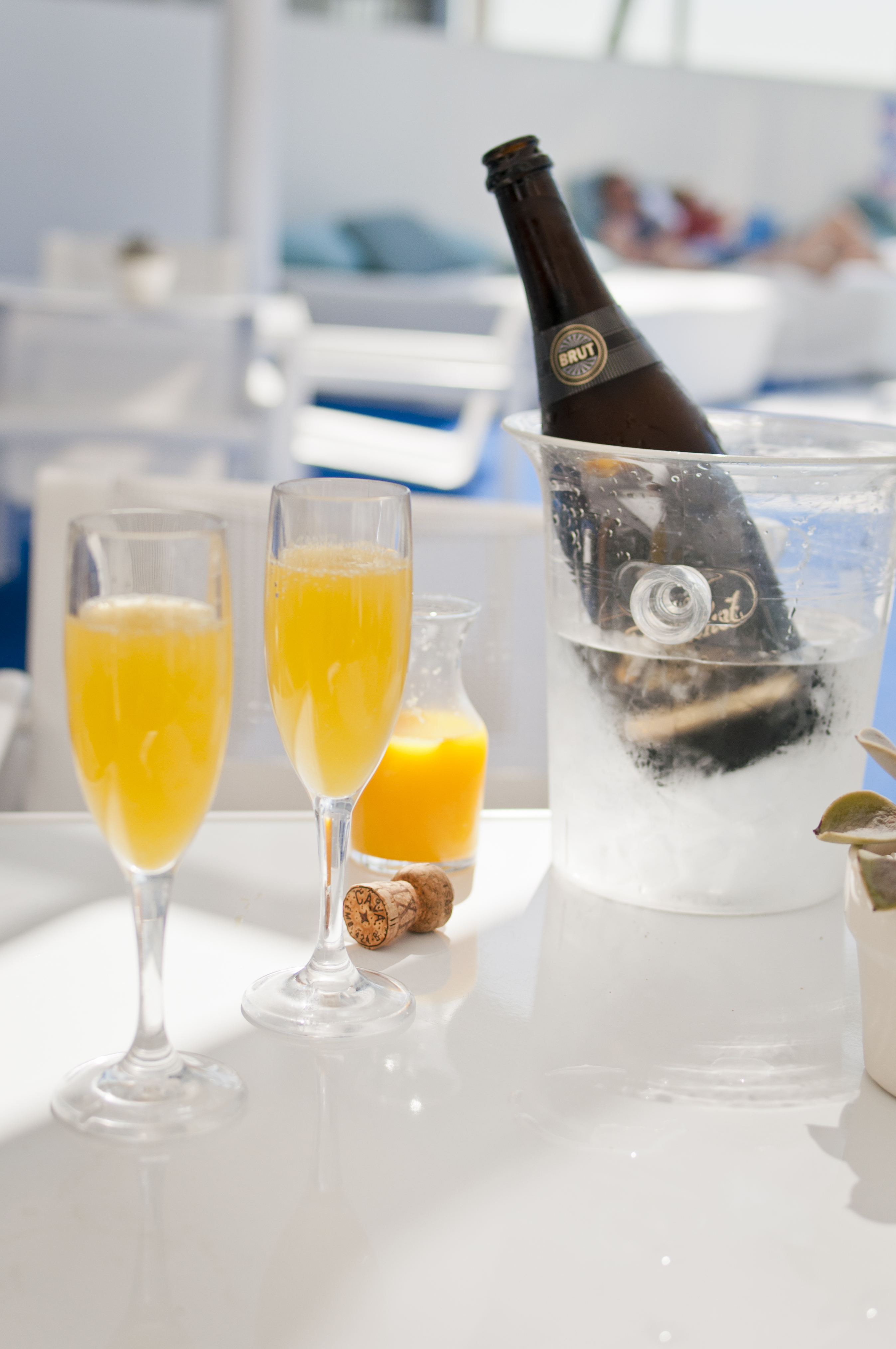
Mimosa's bij een hotelzwembad

Een mimosa is een cocktail gemaakt uit champagne (of andersoortige mousserende wijn) en gekoeld citrusvruchtensap, doorgaans sinaasappelsap. Traditioneel wordt deze wijncocktail geserveerd in een groot champagneglas bij de brunch, op bruiloften, in de zakenklasse in vliegtuigen of in de eerste klas in sommige langeafstandstreinen. De mengverhouding van de 'klassieke mimosa' verschilt per bron. Mimosa wordt zonder ijs gedronken.

## Geschiedenis
De cocktail is genoemd naar de geelbloemige plant mimosa, in het Latijn Acacia dealbata genaamd. De combinatie van mousserende wijn en sinaasappelsap wordt al eeuwenlang genuttigd in Spanje, voornamelijk in de regio's Valencia, Castellón, Alicante en Catalonië waar sinaasappels en cava alomtegenwoordig zijn. Mousserende wijn werd in Spanje tevens geconsumeerd met het sap van appels, druiven en andere vruchten.
Er bestaan verscheidene onjuiste theorieën over de oorsprong van de mimosa-cocktail. Eén van deze theorieën stelt ten onrechte dat mimosa ontstond omstreeks het jaar 1900 in een hotel in het Middellandse Zeegebied.

## Varianten
- De Buck's Fizz is een vergelijkbare cocktail, die twee keer zoveel champagne als sinaasappelsap bevat.[4]
- De cocktail Poinsettia bestaat uit veenbessensap met champagne (soms met wodka en/of Cointreau).
- De cocktail Soleil wordt gemaakt van ananassap.
- De Megmosa[5] is een gelijksoortige cocktail, bereid uit gelijke delen champagne en grapefruitsap.